# Amazonas (dokumentarfilm)
 For alternative betydninger, se Amazonas. (Se også artikler, som begynder med Amazonas)
Amazonas er en amerikansk undervisningsfilm fra 1949 instrueret af Jules Bucher.

## Handling
Indfødte familier ved Amazonfloden og deres levevis.